# Nyílt szénlácú nómenklatúra
Egy lánc telített, ha szénatomok között csak egyes kötéseket tartalmaz.

## Telített láncok
A főlánc a leghosszabb lánc. A nómenklatúra szabályozza azt az esetet, ha elágazó vegyületben a leghosszabb lánc többféleképpen választható ki.
A főlánc számozását attól a végétől kezdjük, amelyhez az első elágazás közelebb van. A szubsztituenseket abc-sorrendben soroljuk fel (ezek nemcsak szénláncok lehetnek). Több azonos szubsztituens esetén használjuk a többszöröző előtag.
Egyértékű gyökök esetén a gyök helyétől számozunk, szükség esetén elágazónak tekintve a gyököt.

2,2,4-trimetilpentán

A leghosszabb láncot az ábrán számoztuk, ez a pentán (lásd nyílt láncú alapvegyületek). Három oldallánc van: kettő a 2-es, egy a 4-es szénatomon, mindhárom metilcsoport: innen a trimetil.
A főláncot a másik végétől számozva a vegyület neve 2,4,4-trimetilpentán lenne. A kisebb számokat adó változatot választottuk (az első eltérés a mérvadó).
A vegyület triviális neve izooktán. Ez a 100-as oktánszámú vegyület. Az izo- előtagot itt nem „szabályosan” használják; lásd szerves kémiai alapvegyületek.

Egy bonyolultabb példa:

2-hidroxipropán-1,2,3-trikarbonsav

Az elnevezéshez az additív nómenklatúrát használjuk. A karboxilcsoportok szénatomját a helyettesítő csoport részének tekintjük, és nem számítjuk be a főláncba. Így a főlánc három szénatomból áll: propán (lásd nyílt láncú alapvegyületek). Mindhárom szénatomhoz karboxilcsoport tartozik, amit utótaggal adunk meg: propán-1,2,3-trikarbonsav. A hidroxilcsoport a propán középső (2-es) szénatomjához kapcsolódik, ezt szubsztitúciós előtaggal jelezzük.
A vegyület triviális neve citromsav.

## Telítetlen egyenes láncok
Ha a vegyület nem elágazó, a telített vegyület -án végződését
- kettős kötés esetén -én-re
- hármas kötés esetén -in-re

cseréljük (szubtrakció). A többes kötés helyét a kisebbik atom számával adjuk meg. A számozást arról a láncnak arról a végéről kezdjük, amelyikhez a többes kötés közelebb van. Azonos esetben a kettős kötés felőli véget részesítjük előnyben.
Több kettős vagy hármas kötés esetén használjuk a többszöröző előtagokat: -dién, -triin.

1,3-hexadién-5-in

Az egyenes lánc 6 atomból áll, a számozást a kettős kötés felől kezdjük. Az alapnév hexán. Az egyik kettős kötést megadva hexén, mindkettőt: hexadién. A kettős kötések helyével együtt: 1,3-hexadién. A hármas kötést az -5-in utótag adja meg.

## Telítetlen elágazó láncok
A főlánc a legtöbb többes kötést tartalmazó lánc. Ha több lehetőség van:
1. a legtöbb szénatomot tartalmazó lánc
2. ha még mindig több lehetőség van, a legtöbb kettős kötést tartalmazó lánc.

A számozáskor elsősorban a helyettítő csoport, azonosság esetén a többes, további azonos esetben a kettős kötéseket jelölő számok minimalizására törekszünk.
Példa:

N,6-dimetilhept-5-én-2-amin

A főlánc: CH3–C=CH–CH2–CH2–CH–CH3. A főláncot jobbról balra számozzuk, mivel a helyettesítő csoport fontosabb, mint a kettős kötés.
A 2-es szénatomhoz aminocsoport kapcsolódik, ezt jelzi a 2-amin utótag. A molekulában ezen kívül két szubsztitúció van: az aminocsoporton és a 6-os szénatomon 1–1 metilcsoport. Az előbbit az N betűvel jelezzük (a molekulában egyetlen nitrogénatom van). A kettős kötés az 5-ös és 6-os szénatom között van, ezt jelzi az 5-én.
A vegyület gyógyszer szabadneve izometheptén.

## Gyűrűk
Ha egy gyűrűs vegyületnek nyílt oldallánca van, az alapvegyület lehet
- a gyűrű, és az oldallánc lesz a helyettesítő csoport
- a nyílt lánc, és a gyűrű lesz a helyettesítő csoport.

Rendszerint a bonyolultabb (több helyettesítő csoportot tartalmazó) részt választjuk alapkomponensnek, de a névadónak mozgástere van.
Példa:

Fenilbután, más néven butilbenzol

Mindkét név szubsztitúciós nómenklatúrát használ.
A fenilbután névben a bután az alapvegyület, ennek egyik hidrogénjét helyettesítettük a fenilcsoporttal. (A fenil a benzolból egy hidrogén elhagyásával kapott csoport.)
A butilbenzol névben a benzol az alapvegyület, ennek egyik hidrogénjét helyettesítettük a butilcsoporttal.